# 湯沸岬灯台
湯沸岬灯台（とうぶつみさきとうだい）は、北海道厚岸郡浜中町の湯沸岬（霧多布岬）に立つ白地に赤横帯の入った四角形の大型灯台。周辺は厚岸道立自然公園に指定され、太平洋を望む景勝地。
実効光度は82万カンデラで、北海道で最も明るい。湯沸岬帆掛岩照射灯（航路標識番号：0145）を併設している。岬の名称は「とうふつみさき」だが、灯台名は「とうぶつみさきとうだい」である。

## 歴史
- 1930年（昭和5年）10月11日 - 前身の霧多布港灯柱が初点灯[2]。
- 1949年（昭和24年）3月10日 - 霧多布港灯柱廃止[2]。
- 1951年（昭和26年）6月1日 - 現在の灯台が初点灯[2]。
- 1966年（昭和41年）3月26日 - バックスキャスター方式の霧探知機を設置。
- 1985年（昭和60年）12月 - 改築[2]。
- 2010年（平成22年）3月19日 - 霧信号所廃止[2]。
- 2016年（平成28年）9月30日 - 恋する灯台プロジェクトにより、「恋する灯台」に認定される[3]。

## アクセス
- JR浜中駅から、くしろバス浜中線で17分、終点の「霧多布温泉ゆうゆ」バス停から徒歩約40分。
- 北海道道1039号霧多布岬線、霧多布岬キャンプ場付近の駐車場から徒歩すぐ。

## 周辺情報
- 湯沸岬（通称：霧多布岬）
- 霧多布湿原
- 霧多布温泉
- 浜中湾

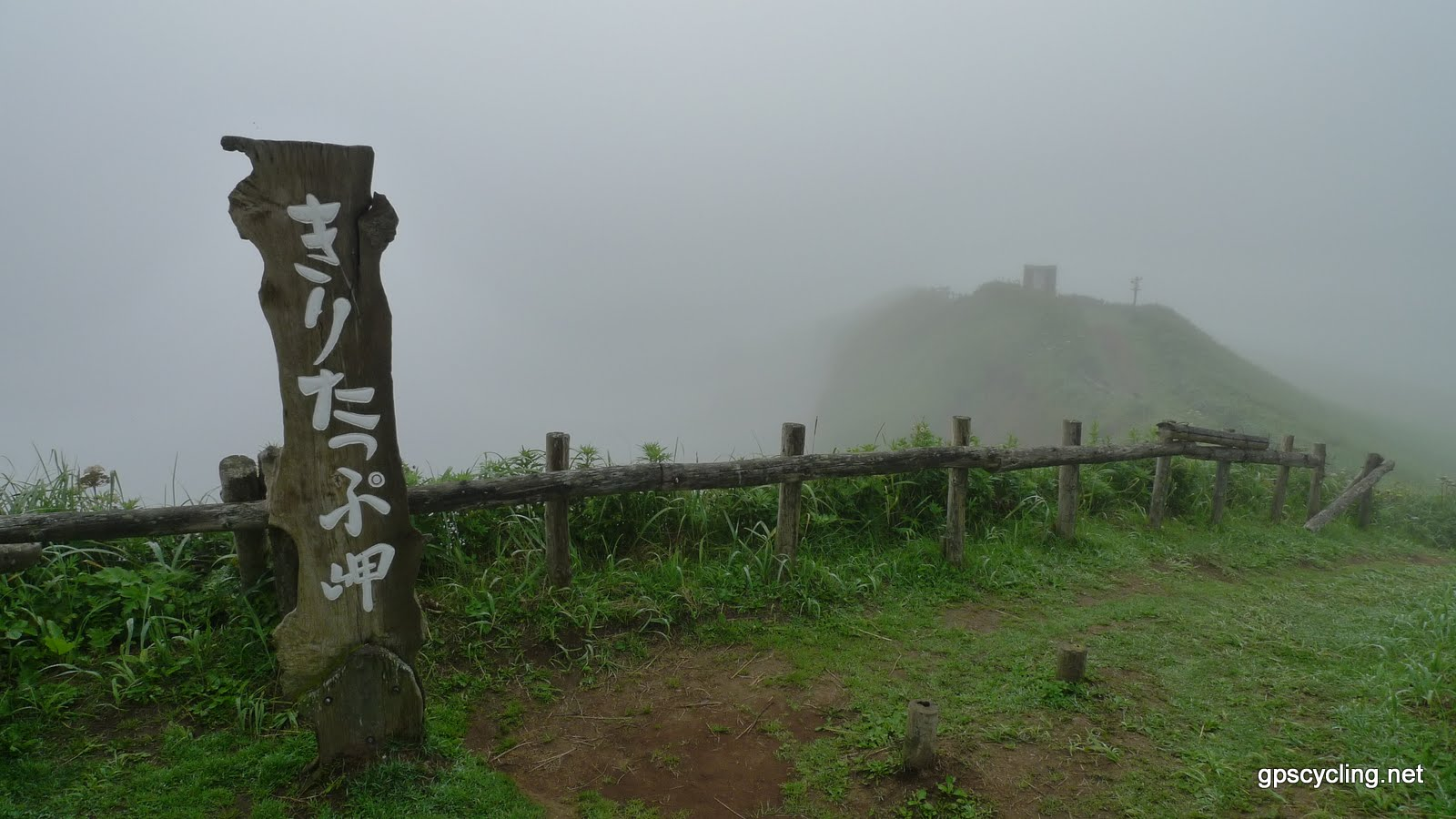
霧多布岬

- アゼチ岬 – 湯沸島西端の岬。展望台がある。